# ロイ・メドヴェージェフ
ロイ・アレクサンドロヴィチ・メドヴェージェフ（ラテン文字表記の例:Roy Aleksandrovich Medvedev, ロシア語:Рой Александрович Медведев、1925年11月14日-）は、ジョージア・トビリシ生まれの歴史学者。1972年に英語で出版した『共産主義とは何か』（原題：歴史の審判 Let History Judge、以下邦題を使用）で、スターリニズムに反対する歴史を書いた作家としてその名を知られる。ロシアで著名となり、ミハイル・ゴルバチョフ、ボリス・エリツィンの顧問を務めた。
日本ではしばしば「メドヴェーデフ」「メドヴェジェフ」「メドベージェフ」などとも表記・紹介された。翻訳著作にもそのような表記のものが複数ある。

## 生い立ちと教育
歴史学者・生物学者のジョレス・メドヴェージェフは双子の兄。父親は赤軍軍政アカデミーの哲学講師、マルクス主義研究者であったが、大粛清のさなかである1938年にブハーリン主義者であるとして逮捕され、モスクワのブティルカ監獄（ru:Бутырская тюрьма）で長期にわたって拷問を受けたあと、シベリア東部コルィマの強制収容所（ラーゲリ）に送られ、1941年に死亡した。ロイ、ジョレスと母親は宿舎を追われ、転々とした後ロストフ・ナ・ドヌに移住したが、独ソ戦のためトビリシに避難した。
レニングラード大学（現在のサンクトペテルブルク大学）を卒業後の1956年にソビエト連邦共産党に入党。ソ連科学アカデミー教育学部の研究者になる前に教師生活を続けた。

## 反体制の歴史家
ロイはマルクス主義の視点から、ソビエト時代にヨシフ・スターリンとスターリニズムを公然と批判した。1960年代初期のロイは、地下出版（サミズダート）活動に従事していた。彼はルイセンコ論争の非科学性に批判的であった。1969年、ロイはソ連がプロパガンダによってスターリンの名誉を部分的に回復させようとしていた当時に、スターリンとスターリニズムを批判する内容の書物『共産主義とは何か』を出版したことで共産党から除名された。同書は、民族社会主義とレーニン主義への回帰、改革を求めたロイのように、1960年代のソ連の知識人たちのあいだで登場した反体制的な考えを反映したものである。ロイはアンドレイ・サハロフらとともに、1970年にソ連の指導者に対して公開書簡でもって自身の立場を表明した。
ロイはしばしば自宅軟禁に置かれ、レオニード・ブレジネフによる指導のもとでKGBによる嫌がらせを受けたが、ソビエトの歴史と政治に関する多数の批評の著書の国外出版に漕ぎ着けた。1960年代の終わりごろ、『共産主義とは何か』の国外出版に成功すると、彼は民主主義の積極的支援のために圧迫された。ジョレスとの共著『告発する！狂人は誰か』の中で、ロイはカルーガ精神病院でジョレスが予防拘禁されたことについて述べている。ジョレスはその病院で、地下出版とのかかわりについてや、1969年の著書『トロフィム・ルイセンコの興亡』について尋問され、1970年代に英国へ追放された。
1989年、ロイは共産党に復党する。その後はゴルバチョフによるペレストロイカとグラスノスチという、政治的で経済的な改革が段階的に着手された。1991年12月にソ連が崩壊すると、旧共産党系の人民代議員とともに社会主義勤労者党を設立し共同議長となった。
2008年、ウラジーミル・プーチンに批判的な報道機関ノーヴァヤ・ガゼータでヴィスネフスキーは、ロイはプーチンを賞賛し支持していると批判した。

## 著書（英訳・邦訳書）
- Let History Judge: the Origins and Consequences of Stalinism, (Alfred A. Knopf, 1971, ISBN 0-394-47900-9/ISBN 0-14-003783-7. Revised and expanded edition, Columbia University Press, 1989, ISBN 0-231-06350-4).
  - 石堂清倫訳『共産主義とは何か』（三一書房（上・下）, 1973-74年） ISBN 438073207X／ISBN 4380742083
- A Question of Madness: Repression by Psychiatry in the Soviet Union,with Zhores Medvedev, (Macmillan, 1971).
  - 石堂清倫訳『告発する！狂人は誰か――顛狂院の内と外から』（三一書房, 1977年）
- On Socialist Democracy (Alfred A. Knopf, 1975).
  - 石堂清倫訳『社会主義的民主主義』（三一書房, 1974年）
- Khrushchev: The Years in Power, with Zhores Medvedev, (Columbia University Press. 1976, ISBN 0-231-03939-5).
  - 下斗米伸夫訳『フルシチョフ権力の時代』（御茶の水書房, 1980年）
- On Soviet Dissent, (Columbia University Press, 1979, ISBN 0-231-04812-2).
  - 佐藤紘毅訳『ソ連における少数意見』（岩波書店［岩波新書］, 1978年）ISBN 4004200660
- The October Revolution, (Columbia University Press, 1979, ISBN 0-094-62900-5).
  - 石井規衛訳『10月革命』（未來社, 1998年） ISBN 4624111176
- On Stalin and Stalinism, (Oxford University Press, 1979).
  - 石堂清倫訳『スターリンとスターリン主義』（三一書房, 1980年）
- Leninism and Western Socialism, (Verso, 1981).
- Nikolai Bukharin: The Last Years, (W W Norton, 1983, ISBN 0-393-30110-9).
  - 石堂清倫訳『失脚から銃殺まで――ブハーリン』（三一書房, 1979年）
- ジュリエット・キエザ共著『証言――内側から見たペレストロイカ』（毎日新聞外信部訳、毎日新聞社, 1990年）
- 『1917年のロシア革命』（石井規衛・沼野充義監修／北川和美・横山陽子訳、現代思潮新社, 1998年） ISBN 4329004038
- 『ロシア危機――1998年夏』（海野幸男・渡辺寛美訳、現代思潮新社, 1999年）ISBN 4329004062
- 『ロシアは資本主義になれるか？』（加藤志津子・蓮見雄訳、現代思潮新社, 1999年）ISBN 4329004097
- 『プーチンの謎』（海野幸男訳、現代思潮新社, 2000年）ISBN 4329004135
- Post-Soviet Russia: A Journey Through the Yeltsin Era, with George Shriver, (Columbia University Press, 2002, ISBN 0-231-10607-6).
- ジョレス・メドヴェージェフ共著『知られざるスターリン――Unknown Stalin』（久保英雄訳、現代思潮新社, 2003年）ISBN 4329004283
- ジョレスとの共著『ソルジェニーツィンとサハロフ』（大月晶子・訳、現代思潮新社, 2005年）ISBN 4329004410
- 『スターリンと日本』（佐々木洋訳、現代思潮新社, 2007年）ISBN 4329004577
- ジョレスとの共著『回想 1925-2010』（佐々木洋監訳、天野尚樹訳、現代思潮新社、2012年）ISBN 9784329004857
- 『ジョレス・メドヴェージェフ、ロイ・メドヴェージェフ選集』（佐々木洋解題・監修／名越陽子訳、現代思潮新社、2017-18年）

全4巻で順に、歴史の審判に向けて：スターリンとスターリン主義について（上・下）／ウラルの核惨事／生物学と個人崇拝：ルイセンコの興亡